# Římskokatolická farnost Domašov
Římskokatolická farnost Domašov je územní společenství římských katolíků s farním kostelem svatého Vavřince v děkanství rosickém. Do farnosti patří obce Domašov, Javůrek, Lesní Hluboké, Rudka a Říčky.

## Historie farnosti
První písemná zmínka o Domašově pochází z roku 1048, kdy tento původně zeměpanský statek daroval kníže Břetislav I. nově zřízenému rajhradskému klášteru. V průběhu staletí byl pak Domašov několikrát z vlastnictví Rajhradského kláštera odňat a znovu vrácen, přesto však nejvíce byl spojen s jeho dějinami. Dnešní budova pochází z roku 1782.
Písemnou zmínku o faře v Domašově lze vysledovat již v záznamech z roku 1255 při sporu břevnovského benediktinského opata s olomouckým biskupem o právo obsazovat domašovskou faru. Mnoho domašovských farářů představovali členové benediktinských komunit z Rajhradu, Břevnova a Broumova. 7. září 1619 v Domašově zemřel opat Wolfgang Zelender známý zavřením protestantského kostela v Broumově před začátkem třicetileté války. Během třicetileté války a až do roku 1665 zde nebyla ustanovena duchovní správa a dojížděli sem faráři z Veverské Bítýšky a z Ostrovačic. Roku 1774 byla zřízena expozitura, o deset let později lokálie, která byla roku 1848 povýšena na faru. Rudka a Říčky byly přifařeny v letech 1783 a 1784.

## Duchovní správci
Farářem byl od 1. října 2010 emauzský benediktin P. Mgr. Maria Dominik Eremiáš, OSB, který byl v srpnu 2017 z této funkce uvolněn, a následně ustanoven rektorem opatského kostela v Emauzském klášteře v Praze.
Farářem v Domašově byl ustanoven s platností od 23. srpna 2017 diecézní kněz, R. D. Jiří Hének.
Excurrendo administrátorem ve farnosti Domašov byl ustanoven s platností od 1. srpna 2020 diecézní kněz, R. D. Mgr. Pavel Kafka. Dne 1. října 2022 se administrátorem excurrendo stal R.D. Ludvík Bradáč, Th.D.

## Bohoslužby
| Kostel                  | Místo         | Bohoslužba (den)                                            | Hodina                                                      | Poznámka      |
| ----------------------- | ------------- | ----------------------------------------------------------- | ----------------------------------------------------------- | ------------- |
| Kostel svatého Vavřince | Domašov       | neděle čtvrtek                                              | 8.30 17.00 (v letním čase 18.00)                            | farní kostel  |
| Kaple sv. Anny          | Lesní Hluboké | 1x ročně poutní Mše svatá jinak nepravidelně podle ohlášení | 1x ročně poutní Mše svatá jinak nepravidelně podle ohlášení | zámecká kaple |

## Aktivity ve farnosti
Farníci pomáhají malomocným ručním pletením obvazů z příze. Výuka náboženství probíhá v základní škole v Domašově. Farnost se pravidelně zapojuje do projektu Tříkrálová sbírka. V roce 2015 se při ní vybralo v Domašově 24 249 korun, v Javůrku 14 483 korun, v Lesním Hlubokém 5 790 korun, v Rudce 16 303 korun a v Říčkách 7 645 korun.
Den vzájemných modliteb farností za bohoslovce a bohoslovců za farnosti brněnské diecéze i Adorační den připadá na 6. prosince.